# کنفلان-سنت-اونورین
شهر کنفلان سنت اونورین (به فرانسوی: Conflans-Sainte-Honorine) در شهرستان ایولین در ناحیه ایل-دو-فرانس با جمعیت ۳۳٬۶۷۱ نفر در کشور فرانسه واقع شده‌است